# HV71
HV71 (ibland HV 71), ursprungligen förkortning av Husqvarna Vätterstad 1971, vid internationella tävlingar även känd som HV71 Jönköping, är en svensk ishockeyklubb som spelar i Svenska Hockeyligan, den högsta serien i svensk ishockey. Laget kallas populärt HV men även "HÅVE" bland supportrar efter Cruts låt, eller HV blå.
De spelar sina hemmamatcher i Husqvarna Garden i stadsdelen Rosenlund i Jönköping, men klubben har rötter i såväl Jönköpings- som Huskvarnaområdet. Klubben har vunnit fem SM-guld (senast 2017). HV71 är det lag som vunnit SM-guld med lägsta placering i grundserien, vilket de gjorde 1994/1995 då de slutade åtta i grundserien. Efter en ettårig sejour i den näst högsta serien, Hockeyallsvenskan, och att ha vunnit den hockeyallsvenska finalen säsongen 2021/2022, spelar HV71 återigen i SHL.

## Historik

### Före 1971
I januari 1945 uppmanade SK Dacke via en tidningsartikel i Smålands Folkblad allmänheten att låta bygga en ishockeyplan på Rocksjön i Jönköping, för att på så vis göra ishockeyn populär i staden. Genom en organisation vid namn Jönköpings Hockeyallians, vars huvudsakliga syfte var att försöka få en kommunal anläggning, fick man redan 1946 en plan som stod klar, efter att kommunen givit mark och Svenska Ishockeyförbundet bidragit med 750 kronor.
I februari 1946 spelades den första ishockeymatchen, då Atlas Diesel från Nacka kom på besök, inför cirka 1 000  åskådare. Ishockeyn nådde sin popularitet först på hösten samma år och på uppmaning av Alliansen kom IK Cyrus, Huskvarna IF, Jönköpings Södra IF, Norrahammars GIS, IK Stefa, Tabergs SK samt Vättersnäs IF att bildas.
IK Stefa bildades 1947 efter att en personaltidning i Stenholms fabrik skrivit en artikel om ishockey från Kanada. Under flera år var IK Stefa det bästa laget i Jönköpingstrakten och konkurrerade med Vättersnäs IF, Husqvarna IF, Tabergs SK, Norrahammars IK och Norrahammars GIS. Alla lag har haft en viktig roll för ishockeyns utveckling i Jönköpingstrakten.
Året innan IK Stefa och Vätternäs IF blev Vätterstads IF bildades HC Dalen, genom att Norrahammars IK och Tabergs SK gick samman. För Husqvarna IF:s överlevnad i slutet av 1960-talet kom en sammanslagning åter på tal, vilket skedde år 1971. Året därpå blev även Norrahammars GIS en del i HV71-familjen.

### Första tiden med HV71 (1971–1985)

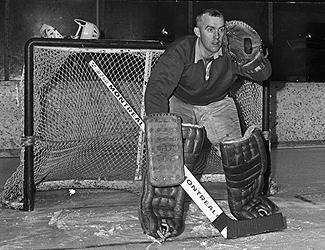
Leif "Honken" Holmqvist spelade i HV71 mellan åren 1976 och 1978.

HV71 bildades den 24 maj år, som namnet antyder, 1971 vid en sammanslagning av de mindre klubbarna Husqvarna IF och Vätterstads IF. Lagets första match spelades den 3 oktober samma år mot Nybro IF i Rosenlundshallen (vilken stod klar i december 1958, och blev Nordens första moderna ishall), med slutresultatet 4–5 och Lennart Hermansson som HV71:s första målskytt. Lagets första träningsmatch spelades mot HC Dalen, som förlorades med 2-3. Lagets första match någonsin i seriespel var borta mot Tranås AIF den 11 november 1971, också förlust med 4–3, där HV:s 17-årige Bengt Kinell gjorde hat trick. Första hemmamatchen i seriesammanhang den 16 november slutade med vinst mot BK Kenty (nuvarande Linköpings HC) med 5–1. Den 27 december 1973 spelade laget sin första internationella match, då London Lions gästade Rosenlundshallen, som slutade 5–5 inför 5 000 åskådare.
Under HV71:s första säsong användes röda hemmatröjor, och när Husqvarna AB blev huvudsponsorer ändrades färgerna på hemmatröjorna till den numera blå färgen.
Lagets första tränare blev Folke Jörneke, som endast tränade HV71 i en säsong. Under Göte Wiklunds tid som tränare lyckades HV71 få kvala till högsta ligan, som då var Allsvenskan, men misslyckades. Nästa tränare blev Dan Hober som lyckades föra laget till Elitserien säsongen 1979/1980. Elitseriedebuten kom den 27 september 1979 hemma mot Leksands IF, där det slutade med en 4–2-förlust. Första vinsten skedde hemma mot AIK i seriens fjärde omgång med 5–3. Laget slutade sist och flyttades ner till Division I. Efter kvalspel säsongen 1984/1985 kom HV71 till Elitserien 1985/1986 för att stanna. HV71 slutade denna säsong som trea och fick i sitt första slutspel spela mot Södertälje SK i semifinal där det slutade med förlust.

### Etableringen i Elitserien, 1986–1993
Säsongen 1985–1986 vann Kari Eloranta, som förste spelare i Elitserien, priset Guldhjälmen som "Elitserien mest värdefulla spelare" framröstad av spelarna själva. Efter tredjeplaceringen säsongen 1985/1986 kom HV71 den närmaste tiden att nå en femteplats som högst, vilket skedde säsongen 1986/1987, då endast de fyra bäst placerade lagen tog sig till slutspel. Säsongen därpå tog sig laget till slutspel efter att ha slutat sjua i tabellen, och förlorade mot IF Björklöven direkt.
Säsongen 1988/1989 vann kom laget att vinna sin första match i ett slutspel, då med 5–4 i sudden death hemma mot Leksands IF. Matchserien vann dock Leksand. Peter Madach blev den förste spelaren i Elitserien att vinna pris som årets rookie. HV71 deltog de närmsta åren i ytterligare två slutspel, men åter endast en vunnen slutspelsmatch vilket skedde säsongen 1991–1992 mot Färjestads BK med 2–1.

### Blue Bulls-eran (1994–2002)

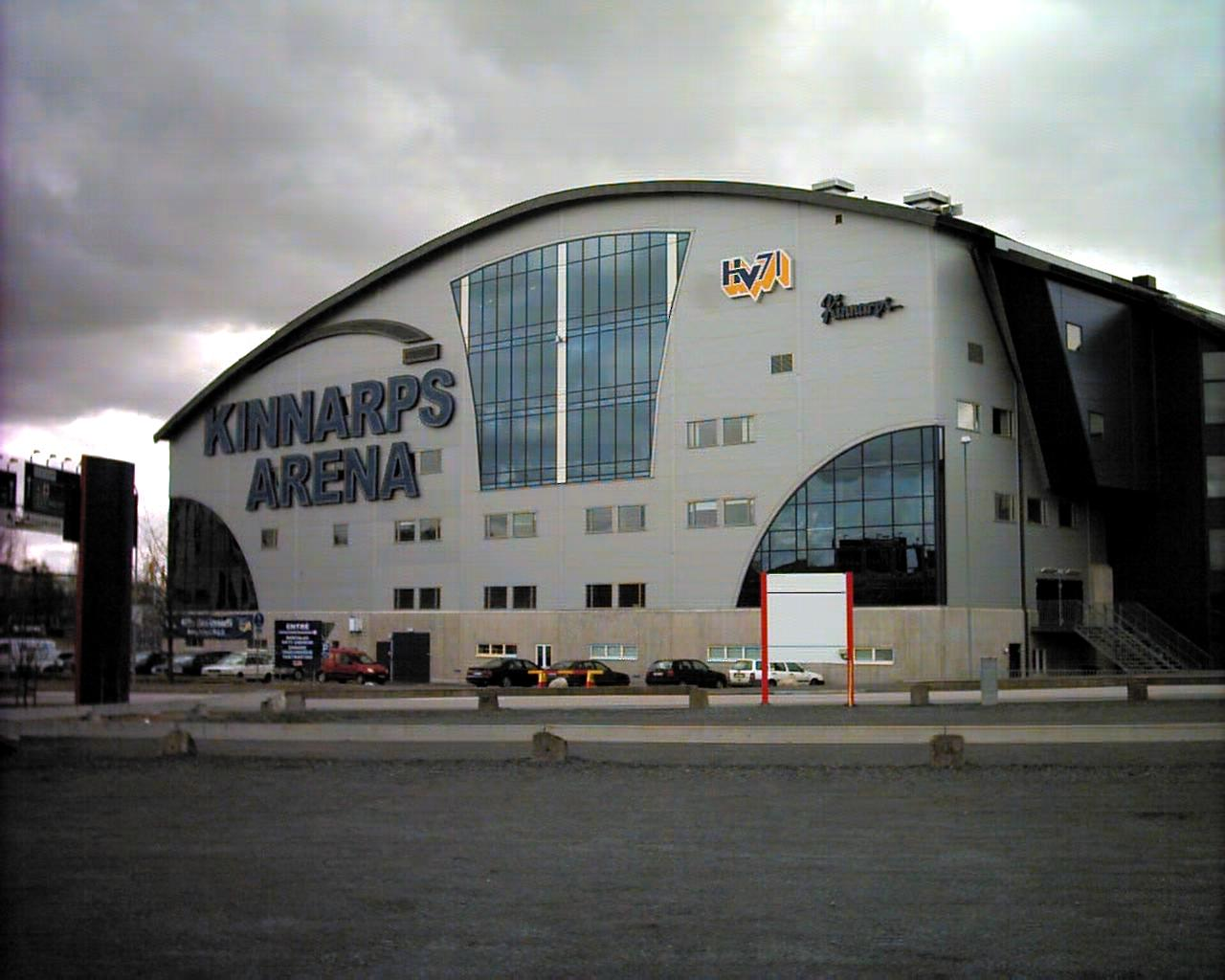
Husqvarna Garden är sedan september 2000 HV71:s hemmaarena.

Under åren 1994–2002 marknadsförde sig HV71 med namnet HV71 Blue Bulls. Detta var ett sätt för elitserielagen att likna NHL-lagens efterled i namnen. Förutom namnbytet ändrades även logotypen två gånger. Den första logotypen från 1971 byttes ut helt under säsongen 1994 till en blå tjur, med skuggning av gult och rött i bakgrunden. Hemmatröjorna var fortfarande blå, men bortatröjorna ändrades till gula. HV71 var, tillsammans med Färjestads BK och Luleå HF, enda laget att bära gula bortatröjor.
Första säsongen under Blue Bulls-eran blev det en lockout i NHL. De svenska lagen passade då på att ta hem spelare som hade representerat lagen tidigare. Konflikten i NHL upphörde under januari. Med tre poängs marginal (före AIK) tog HV71 den åttonde och sista slutspelsplatsen. I kvartsfinalen stod storfavoriten och seriesegraren Djurgårdens IF som motståndare, men HV71 vann med 3–0 i matcher. I semifinalserien vände HV71 0–2 till seger med 3–2 mot regerande mästaren Malmö IF. Klubbens första finalserie, mot Brynäs IF, gick till förlängning i den femte matchen där HV:s Johan Lindbom gjorde segermålet. Därmed bärgades klubbens första SM-guld. HV71 var även det första (och ännu, 2020, enda) laget någonsin att sluta åtta i grundserien och bli svenska mästare. Tränaren Sune Bergman kallades efter detta för Kung Sune, då det även var hans första år som huvudtränare för de nyblivna mästarna.
Närmast efter skrällguldet nådde HV71 som högst en fjärdeplats i serien, och åkte för det mesta ut i första omgången i slutspelet. Logotypen ändrades på nytt. Denna gång återkom den ursprungliga logotypen från 1971; mellan två tjurhorn fanns nu texten Blue Bulls, och nedanför hornen en nosring.
Efter att ha spelat flera år i Rosenlundshallen ansågs hallen vara gammal och sliten. När det stod klart att HV71 missat slutspel säsongen 1998/1999 påbörjades bygget av Kinnarps Arena, som tog fart i september 1999 och stod klart år 2000. Man byggde till stor del utanför Rosenlundshallens väggar och tak, trots pågående säsong.  I mitten av 2000 revs taket och delar av väggarna i Rosenlundshallen. Publikkapaciteten ökade från 4 200 till 6 236. Ståplatsantalet (1 200 platser) behölls oförändrat, liksom närheten till rinken. HV71 blev arenans ägare, och därmed första svensk klubb att äga sin hemmaarena. Kort därefter följde andra klubbar exemplet, såsom Färjestad BK (Löfbergs Arena) och Luleå HF (Coop Norrbotten Arena).
Sista säsongen under namnet HV71 Blue Bulls spelades 2001/2002, och HV71 kom alltmer att bli en svensk storklubb. I slutspelet vann HV71 kvartsfinalen med 4–1 i matcher mot MIF Redhawks. Därefter tog det slut i semifinalen mot Färjestads BK.

### 2003–2009

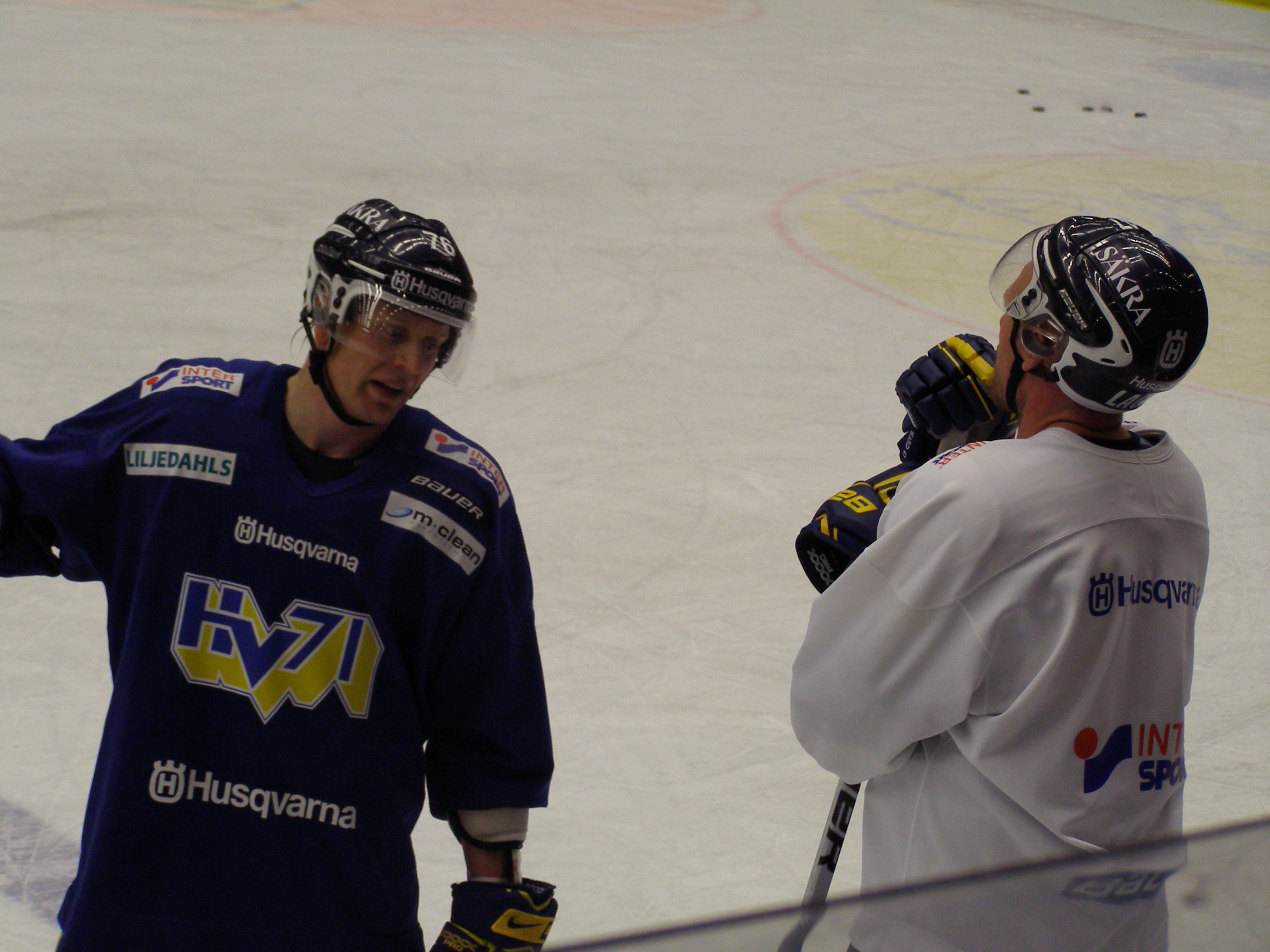
Johan Davidsson (vänster) spelade största delen av sin karriär i HV71.

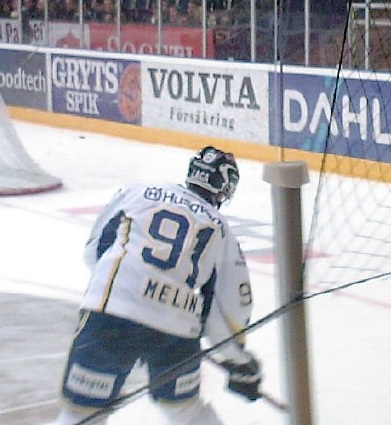
Björn Melin.

HV71:s ursprungliga logo från 1971 återtogs och Blue Bulls-märket användes som alternativ logo på tröjorna, sittande på axlarna. Där fick den vara fram till säsongen 2005/2006.
Johan Davidsson återvände till HV71 2002, efter spel i Finland. Han tog även över kaptensrollen från Per Gustafsson. Efter att ha åkt ur slutspelet 2002/2003 värvades spelare som Andreas Jämtin från AIK, Stefan Hellkvist från Hannover Scorpions, Fredrik Olausson från Mighty Ducks of Anaheim samt inför slutspelet även Jarmo Myllys från SaiPa. Pär Mårts togs in som tränare. Denna säsong vann HV71 grundserien för första gången i klubbens historia. Kvartsfinalen mot Modo inleddes borta med förlust 2–5, men andra mötet slutade med en 10–1-vinst (varav rekordsiffran 7–0 efter en period) hemma i Kinnarps Arena. HV71 stod slutligen som kvartsfinalsegrare, och vann även semifinalen mot Västra Frölunda HC. Finalen mot Färjestads BK, som för övrigt var i sin fjärde raka final, gick till en sjunde match som HV71 vann hemma med 5–0. Målvakten Stefan Liv höll nollan i fyra av finalmatcherna och totalt sex matcher under slutspelet, det senare ett rekord som tangerades av Henrik Lundqvist i Frölunda HC följande år.

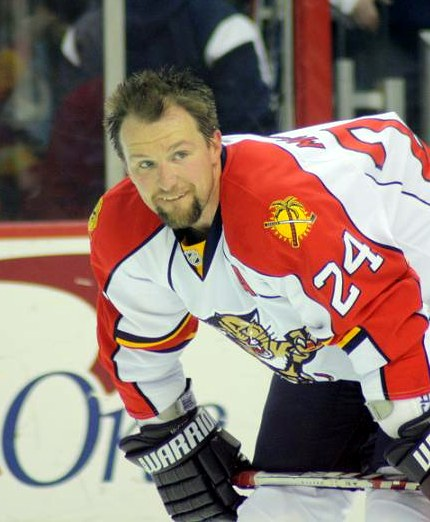
Bryan McCabe, här i Florida Panthers, var en av de NHL-spelare som spelade i HV71 under NHL:s lockout.

NHL hotades av en ny lockout till säsongen 2004/2005. Många klubbar gjorde klart med flera NHL-spelare, medan HV71 avstod till en början att värva spelare från Nordamerika. För att undvika att hamna i Kvalserien värvades till slut NHL-spelarna Brian Boucher, Jonathan Cheechoo, Anders Eriksson, Manny Malhotra och Bryan McCabe. HV71 slutade tia i grundserien, efter nykomlingen Mora IK, och därmed var säsongen över. Detta var första gången ett regerande mästarlag inte tog sig till slutspel. Under säsongen fick HV71, tillsammans med Djurgårdens IF och Färjestads BK, möta ett ihopsatt All-starlag med NHL-spelare.
Då säsongen 2005/2006 skulle inledas hade HV71 startat kampanjen Jakten på det försvunna guldet. Mika Hannula från MIF Redhawks värvades och Björn Melin gjorde comeback efter ett år i MIF Redhawks. Denna säsong hade ett längre uppehåll med anledning av vinter-OS 2006 i Italienska Turin. Från HV71 fanns spelarna Stefan Liv och Mika Hannula med i truppen som tog OS-guld. HV71 vann serien och lyckades uppnå 102 poäng. I kvartsfinalen fick HV för första gången möta Mora IK i ett slutspel, och HV lyckades vinna. I semifinalen mot Färjestad hade HV vunnit tre jämna matcher och stått för tre större förluster. I den sjunde matchen hade HV71 ledningen med 3–2 när Färjestad på endast 53 sekunder i slutminuten vände till seger 3–4; det sista målet kom med endast sju sekunder kvar. (Färjestad blev därefter svenska mästare.) Andreas Karlsson och Tomi Kallio från Frölunda HC vann Håkan Loob-Trophy med 26 mål vardera.
Under säsongen 2006/2007 hade HV71 tre lag i serieledning; A-laget övertog ledningen den 5 december, J20-laget vann samma dag mot Hammarby IF med 5–1 och J18-laget vann över Rögle BK med 5–3. Inget av lagen blev dock mästare i de följande slutspelen. A-laget förlorade mot svenska mästaren Modo Hockey i semifinalen.

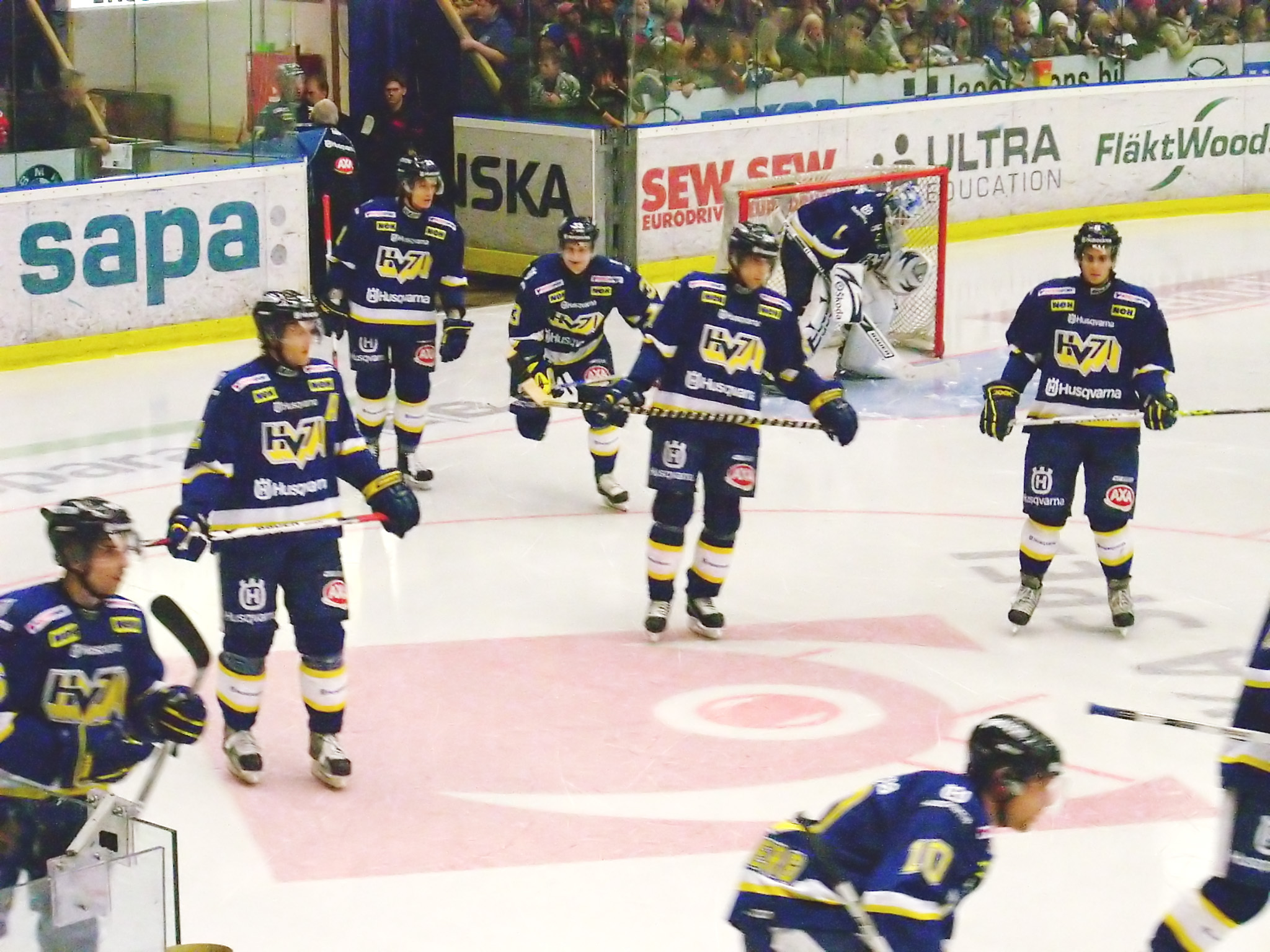
Spelare i HV71 (säsongen 2007–2008).

Säsongen 2007/2008 dominerande HV71 i Elitserien genom att behålla serieledning från 6:e till sista (55:e) omgången, och vann med 15 poäng före tvåan Linköpings HC. HV71:s 107 poäng var det dittills högsta antalet för klubben i seriespel. Inför säsongen hade Lance Ward, och Per Ledin från Färjestad värvats. Med även Andreas Jämtin i truppen blev HV71 det mest utvisade laget i serien, Ward slog nytt rekord i flest (totalt 273) utvisningsminuter. Kent Johansson togs in som ny tränare efter Pär Mårts och kom att leda laget till ett nytt SM-guld efter seger mot Skellefteå AIK i kvartsfinal, sitt gamla lag Timrå IK i semifinal och Linköpings HC i finalen. Finalspelet kallades "E4-derby" i media, då både Jönköping och Linköping är städer längs med E4:an.
2008 medverkade klubben för första gången i Nordic Trophy. Till säsongen 2008/2009 flyttade Andreas Jämtin till New York Rangers (senare till Linköping), Per Ledin till Colorado Avalanche och Lance Ward till Frankfurt Lions. HV71 spelade ändå återigen final, denna gång mot Färjestad. Färjestad vann finalen med 4–1 i matcher, och detta var första gången som HV71 förlorade en finalserie.
Under elitseriesäsongen 2007/2008 beslutades det att det skulle hållas ett Champions Hockey League, motsvarande fotbollens Champions League. De två bästa lagen från varje land skulle deltaga, och från Sverige blev det finallagen HV71 och Linköping. Den 25 april lottades vilka lag som skulle mötas; HV71 kom att ställas mot finska Espoo Blues och ytterligare ett kvallag. Den 13 september blev det klart att schweiziska SC Bern skulle spela i samma grupp. HV71 kom tvåa i sin grupp och missade därmed slutspel.

### 2010–talet

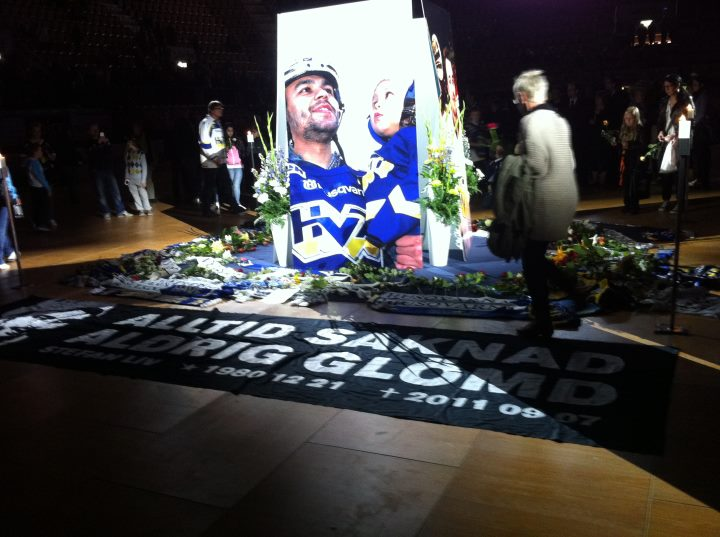
"Alltid saknad aldrig glömd" var fansens meddelande under Stefan Livs minnesceremoni i Kinnarps Arena den 10 september 2011.

Säsongen 2009/2010 återvände Per Ledin och Lance Ward. Janne Karlsson blev ny tränare. HV71 vann serien ännu en gång och fick möjlighet att välja motståndare. Valet föll på Timrå IK, som laget mött två år på rad i slutspelet, och för tredje gången i rad stod HV som segrare. Semifinalen mot Skellefteå AIK vanns med 4–1 i matcher. I finalen mot serietvåan Djurgården gick fem av de sex matcherna till förlängning. I den sjätte matchen avgjorde Teemu Laine i sudden death på bortaplan.

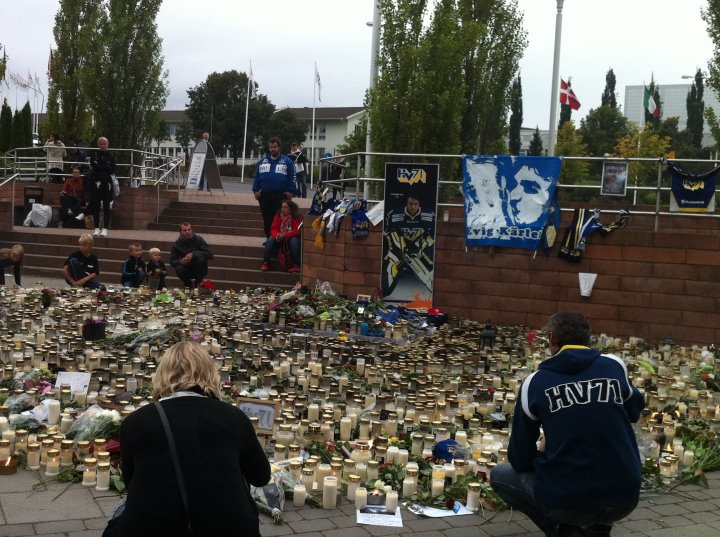
Utanför Kinnarps Arena hedras Stefan Liv.

Säsongen 2010/2011 värvade HV71 bland andra målvakten Daniel Larsson och Fredrik Bremberg från Djurgården. HV inledde säsongen utan seger efter sex omgångar, men kom upp i serieledning efter att ha fått tillbaka skadefrånvarande spelare. Inför sista omgången avgjordes tabellen; förutom HV71 hade Skellefteå och Färjestad chans till seriesegern som till slut blev HV:s. HV71 valde att möta åttan AIK i kvartsfinal, en matchserie som laget förlorade med 4–0. Övrigt under säsongen blev Pasi Puistola förste finländare någonsin att bli kapten i HV71, detta efter att Johan Davidsson opererade sitt knä och var borta från spel i 15 matcher.
Inför säsongen 2011/2012 spelade HV71 ännu en gång i European Trophy under försäsongen, men utan att ta sig vidare från gruppspel. Ulf Dahlén blev ny tränare; han hade ett förflutet i HV71 under slutet av 1990-talet som spelare.
Den 7 september 2011 drabbades det ryska KHL-laget Lokomotiv Yaroslavl av en flygolycka där deras plan störtade och hela truppen, inklusive besättningen, omkom. Med på planet fanns förre HV71-målvakten Stefan Liv. Den 10 september hölls en minnesceremoni i Kinnarps Arena för Liv, med över 10 000 närvarande. Livs död medförde att man under samtliga premiärmatcher i ligan höll en tyst minut.
Spelmässigt under säsongen beskrevs inledningen som klubbens sämsta på 2000-talet, där laget bland annat förlorade sina inledande tre matcher. Den 4 oktober lyckades HV71 vända ett 2–7-underläge mot AIK till 7-7 på under fem minuter, för att därefter vinna på straffar. Per Ledin blev historisk HV-spelare den 22 oktober borta mot Timrå efter att ha gjort fem assist i en match. Samma säsong firade klubben 40 år; den 10 december 2011 uppmärksammades detta genom en utomhusmatch, som benämndes Jubileumsmatchen hemma mot Linköping. Man hade spolat upp en utomhusarena i anslutning till Elmia med plats för 20 000 åskådare. Det kom 18 884 åskådare, vilket innebar ett nytt publikrekord för idrott i Jönköping; det tidigare rekordet innehades av fotbollslaget Jönköpings Södra IF i den Allsvenska finalen mot Malmö FF 1950 med 18 582 åskådare på Stadsparksvallen. Matchen vanns av Linköping med 1–0 efter förlängning.
Säsongen 2016/2017 slutade HV71 på andra plats i serien. I SHL-slutspelet slog HV71 först ut Färjestad i kvartsfinal med 4–0 i matcher och därefter Malmö Redhawks i semifinal med 4–1 i matcher. I finalserien ställdes HV71 mot Brynäs IF. HV71 vann SM-guld den 29 april 2017, efter seger med 4–3 i matcher. Den sjunde finalmatchen avgjordes i förlängning efter mål av Simon Önerud (assisterat av Martin Thörnberg).

### 2020–talet
Säsongen 2020/2021 tvingades klubben till kvalspel för att hålla sig kvar i högsta serien för första gången i klubbens historia, efter att ha slutat sist (plats 14) i grundserien. Laget ställdes mot 13:e-laget, Brynäs IF, i bäst av sju matcher. HV förlorade matchserien med 1-4 och flyttades ned till Allsvenskan efter 36 raka säsonger i den högsta serien.

### SHL och HA-säsonger
| Säsong    | Anmärkning                   | Placering | Åttondelsfinal   | Kvartsfinal        | Semifinal          | Final              |
| --------- | ---------------------------- | --------- | ---------------- | ------------------ | ------------------ | ------------------ |
| 1979/1980 | Kval                         | 10 (20p)  |                  |                    |                    |                    |
| 1985/1986 |                              | 3 (38p)   |                  |                    | Södertälje SK 0-2  |                    |
| 1986/1987 |                              | 5 (37p)   |                  |                    |                    |                    |
| 1987/1988 |                              | 7 (39p)   |                  | IF Björklöven 0-2  |                    |                    |
| 1988/1989 |                              | 8 (37p)   |                  | Leksands IF 1-2    |                    |                    |
| 1989/1990 |                              | 9 (35p)   |                  |                    |                    |                    |
| 1990/1991 |                              | 6 (39p)   |                  | Västerås IK 0-2    |                    |                    |
| 1991/1992 |                              | 8 (41p)   |                  | Färjestad BK 1-2   |                    |                    |
| 1992/1993 |                              | 9 (34p)   |                  |                    |                    |                    |
| 1993/1994 |                              | 9 (37p)   |                  |                    |                    |                    |
| 1994/1995 | Mästare                      | 8 (33p)   |                  | Djurgårdens IF 3-0 | Malmö Redhawks 3-2 | Brynäs IF 3-2      |
| 1995/1996 |                              | 4 (44p)   |                  | Modo 1-3           |                    |                    |
| 1996/1997 |                              | 6 (53p)   |                  | Färjestad BK 2-3   |                    |                    |
| 1997/1998 |                              | 7 (46p)   |                  | Djurgårdens IF 2-3 |                    |                    |
| 1998/1999 |                              | 9 (67p)   |                  |                    |                    |                    |
| 1999/2000 |                              | 8 (75p)   |                  | Brynäs IF 2-4      |                    |                    |
| 2000/2001 |                              | 10 (66p)  |                  |                    |                    |                    |
| 2001/2002 |                              | 4 (88p)   |                  | Malmö Redhawks 4-1 | Färjestad BK 0-3   |                    |
| 2002/2003 |                              | 6 (79p)   |                  | Djurgårdens IF 3-4 |                    |                    |
| 2003/2004 | Mästare                      | 1 (95p)   |                  | Modo 4-2           | Frölunda HC 4-2    | Färjestad BK 4-3   |
| 2004/2005 |                              | 10 (57p)  |                  |                    |                    |                    |
| 2005/2006 |                              | 1 (102p)  |                  | Mora IK 4-1        | Färjestad BK 3-4   |                    |
| 2006/2007 |                              | 2 (93p)   |                  | Brynäs IF 4-3      | Modo 3-4           |                    |
| 2007/2008 | Mästare                      | 1 (107p)  |                  | Skellefteå AIK 4-1 | Timrå IK 4-2       | Linköpings HC 4-2  |
| 2008/2009 | Silver                       | 4 (90p)   |                  | Timrå IK 4-3       | Frölunda HC 4-2    | Färjestad BK 1-4   |
| 2009/2010 | Mästare                      | 1 (95p)   |                  | Timrå IK 4-1       | Skellefteå AIK 4-1 | Djurgårdens IF 4-2 |
| 2010/2011 |                              | 1 (96p)   |                  | AIK 0-4            |                    |                    |
| 2011/2012 |                              | 3 (92p)   |                  | Färjestad BK 2-4   |                    |                    |
| 2012/2013 |                              | 4 (102p)  |                  | Linköpings HC 1-4  |                    |                    |
| 2013/2014 |                              | 10 (71p)  | Leksands IF 1-2  | Skellefteå AIK 1-4 |                    |                    |
| 2014/2015 |                              | 5 (92p)   |                  | Linköpings HC 2-4  |                    |                    |
| 2015/2016 |                              | 9 (75p)   | Örebro HK 2-0    | Skellefteå AIK 0-4 |                    |                    |
| 2016/2017 | Mästare                      | 2 (98p)   |                  | Färjestad BK 4-0   | Malmö Redhawks 4-1 | Brynäs IF 4-3      |
| 2017/2018 |                              | 8 (81p)   | Linköping HC 0-2 |                    |                    |                    |
| 2018/2019 |                              | 8 (80p)   | Rögle BK 2-0     | Färjestad BK 3-4   |                    |                    |
| 2019/2020 |                              | 5 (89p)   |                  |                    |                    |                    |
| 2020/2021 | Degraderade till HA via kval | 14 (51p)  |                  |                    |                    |                    |
| 2021/2022 | Avancemang till SHL          | 1 (116p)  |                  | Västerviks IK 4-1  | BIK Karlskoga 4-0  | IF Björklöven 4-2  |
| 2022/2023 |                              | 11 (68p)  |                  |                    |                    |                    |
| 2023/2024 |                              | 13 (53p)  |                  |                    |                    |                    |
| 2024/2025 |                              | 14 (57p)  |                  |                    |                    |                    |

## Supportrar

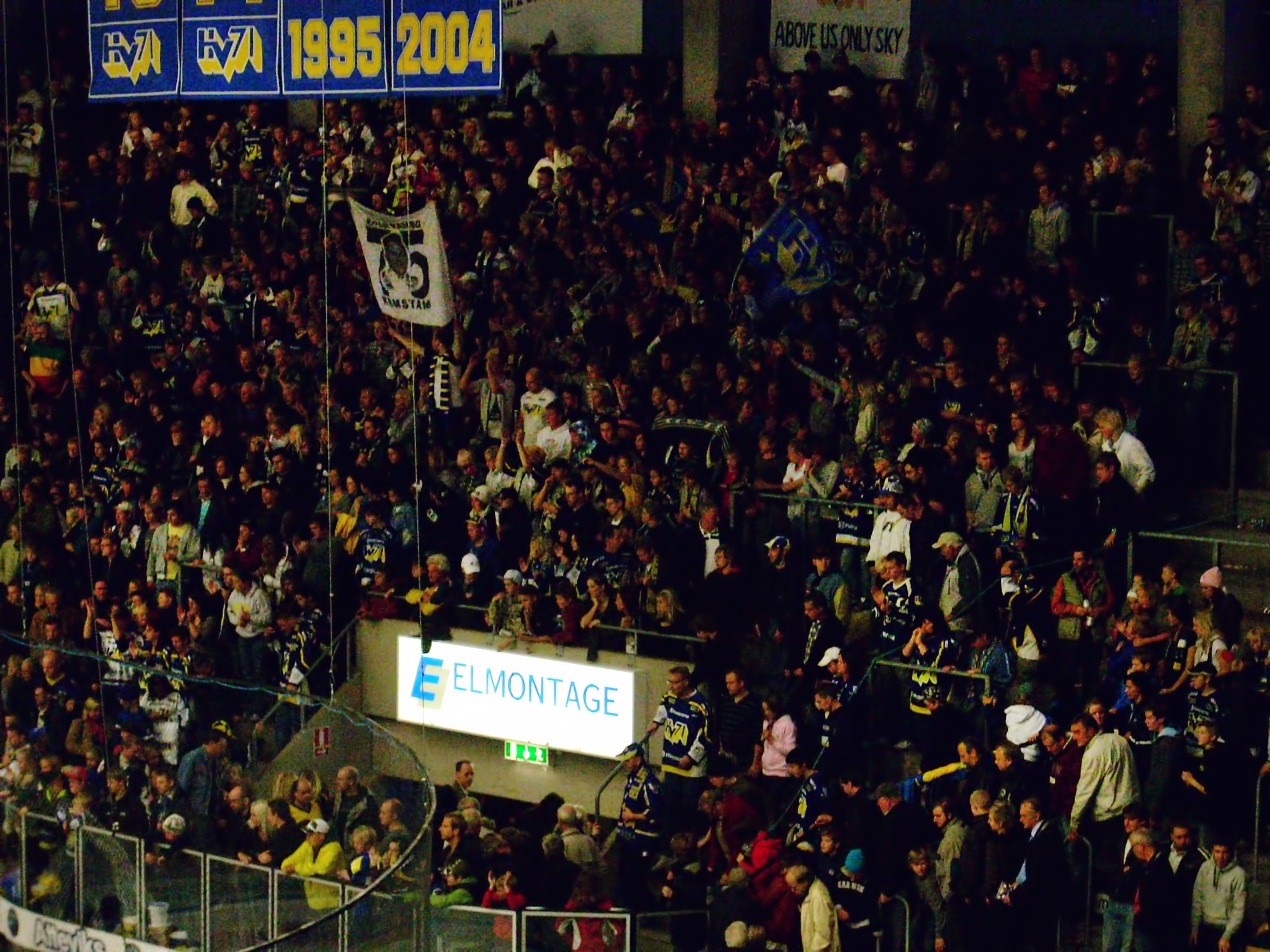
North Bank Supporters.

HV71 har under historien haft tre olika supporterklubbar. Den första supporterklubben hette Klapp & Klang. Klubben startades under säsongen 1973/1974 då HV71 spelade i Division II. Klapp & Klang upplöstes som supporterförening 21 september 1987.
Den andra supporterförening heter North Bank Supporters (NBS) och bildades 22 oktober 1993. NBS är HV71:s största supporterförening och anordnar bortaresor. De har vid ett antal gånger fått den prestigefyllda utmärkelsen Sverige bästa supportrar, senast säsongen 2007–2008, då av Aftonbladet. Vid sidan om NBS finns en tifo-grupp vid namn NBS-tifo.

## Rivaler
Under åren i Division 1 i slutet av 1970-talet och början av 1980-talet var HV 71:s främsta rivaler lokalkonkurrenten HC Dalen, IF Troja samt IFK Bäcken.
Under slutet av 1980-talet och under 1990-talet var AIK en av de främsta rivalerna, då dessa ofta kämpade om de sista platserna i Elitserien efter nyår, eller om platserna i SM-slutspelet.
Under 2000-talets första decennium var de främsta rivalerna Frölunda HC, Färjestads BK och Linköping HC, mycket beroende på den geografiska närheten utmed samt flera år av jämna matcher. Matcherna mot Linköping har kommit att kallas "E4-derbyt".
Inför säsongen 2011/2012 blev Växjö Lakers rivaler till HV71, då laget kvalificerade sig för Elitserien och därmed öppnade för "Smålandsderby".

## Kända HV71-spelare

### Profiler per tidsepok
Följande HV71-spelare kopplas till de uppdelade tidsepokerna i klubbens historik. (Aktiv tid och position inom parentes.)
1971–1985
| - Målvakter - Leif "Honken" Holmqvist (1976–1978) - Hannu Lassila (1979–1980) | - Backar - Bo Berggren (1975–1980) - Kari Eloranta (1985–1987) - Bengt Halvardsson (1971–1984) (1975–1980) - Janne Karlsson (1975–1981) - Pekka Marjamäki (1978–1981) - Kaj Nielsen (1973–1985) | - Centrar - Peter Madach (1978–1986) - Roger Mikko (1977–1980) | - Ytterforwardar - Thomas Ljungbergh (1977–1981, 1990–1995, F) - Bengt Kinell (1971–1986, F) - Harri Rindell (1980–1983, F) - Hasse Sjöö (1976–1981, 1987–1990, F) - Bengt Kinell (1971–1986, LW) |

1986–1993
| - Målvakter - Claes Heljemo (1982–1990) | - Backar - Reijo Ruotsalainen (1987–1988) - Arto Ruotanen (1986–1992) | - Centrar - Patrik Ross (1988–1994) | - Ytterforwardar - Peter "Kessler" Eriksson (1986–1989, F) - Stefan Falk (1983–1998, F) - Thomas Ljungbergh (1977–1981, 1990–1995, F) - Owe Thörnberg (1980–1995, F) |

Blue Bulls, 1994–2002
| - Målvakter - Boo Ahl (1988–1997, 2001–2005) - Peter Åslin (1990–1995) | - Backar - Hans Abrahamsson (1993–1997) - Per Gustafsson (1988–2010) - Kenneth Kennholt (1995–1997) - Jouni Loponen (1996–1998, 2001–2005) - David Petrasek (1994–2000, 2005–2010, 2012–) - Fredrik Stillman (1983–2001) - Stefan Örnskog (1987–2001) | - Centrar - Johan Davidsson (1992–2014) - Peter Ekelund (1989–2005) - Esa Keskinen (1994–1999) | - Ytterforwardar - Oleg Belov (1997–2002, RW) - Ulf Dahlén (1997–1999, RW) - Anders Huusko (1996–2005, RW) - Patric Kjellberg (1993–1995, LW) - Johan Lindbom (1994–2001, RW) - Kai Nurminen (1995–1996, LW) - Marko Palo (1994–1995, LW) - Antti Törmänen (1998–2000, LW) - Peter "Humlan" Hammarström (1993–1996, 2005–2006, RW) |

2003–2009
| - Målvakter - Andreas Andersson (1997–2002, 2007–2012) - Brian Boucher (2004–2005) - Erik Ersberg (2005–2007) - Scott Langkow (2004–2005) - Stefan Liv (1997–2010) - Jarmo Myllys (2003–2004) | - Backar - Nicholas Angell (2008–2009) - Anders Eriksson (2004–2005) - Daniel Grillfors (2005–2012) - Johan Halvardsson (1998–2009) - Niklas Hjalmarsson (2004–2007) - Mikko Luoma (2007–2009, 2010–2013) - Bryan McCabe (2004–2005) - Janne Niinimaa (2009–2010) - Mika Niskanen (2002–2008) - Fredrik Olausson (2003–2006) - Timmy Pettersson (2002–2004) - Pasi Puistola (2006–2011) - Lance Ward (2006–2011) - Johan Åkerman (2006–2008) | - Centrar - Kristopher Beech (2008–2011) - Andreas Falk (2006–2012, 2018–2019) - Jan Hrdina (2006–2009) - Andreas Karlsson (2004–2006) - Manny Malhotra (2004–2005) - Pasi Määttänen (2002–2006) - Mattias Remstam (1999–2008, C/RW) - Johan Davidsson (2002–2013) - Kalle Sahlstedt (2001–2005) - Jukka Voutilainen (2006–2012) | - Ytterforwardar - Pär Arlbrandt (2000–2003, 2016–2017, LW) - Niklas Brännström (2000–2003, RW) - Jonathan Cheechoo (2004–2005, RW) - David Fredriksson (2002–2009, LW/RW) - Mika Hannula (2005–2007, RW) - Stefan Hellkvist (2003–2005, LW) - Andreas Jämtin (2003–2008, 2012–, LW/RW) - Teemu Laine (2008–2011, RW) - Per Ledin (2007–2008, 2009–2013, LW/RW) - Sebastian Meijer (2001–2004, RW) - Björn Melin (1999–2010, 2014–2016, RW) - Stefan Pettersson (2004–2008, LW) - Per-Åge Skröder (2000–2005, LW) - Mattias Tedenby (2007–2010, LW) - Martin Thörnberg (2002–2011, 2015–2020, LW) |

### Notabla juniorspelare med anknytning till HV71 i Tre Kronor
| - Andreas Andersson - Niklas Brännström - Björn Melin - Andreas Falk - Stefan Falk - Jonas Fransson - David "Tuppen" Fredriksson - Thomas Gustafsson | - David Halvardsson - Johan Halvardsson - Alexander Hult - Erik Huusko - Janne Karlsson - Thomas Ljungbergh - Curt Lundmark - Peter Madach | - Sebastian Meijer - Pär Mårts - Stefan "Mjölby" Nilsson - André Petersson - Timmy Pettersson - Nicklas Rahm - Simon Skoog - Ola Svanberg | - Mattias Tedenby - Nichlas Torp - David Ullström - Magnus Åkerlund - Adam Almqvist - Jesper Fasth - Christoffer Bengtsberg - Jesper Thörnberg |

### Pensionerade tröjor

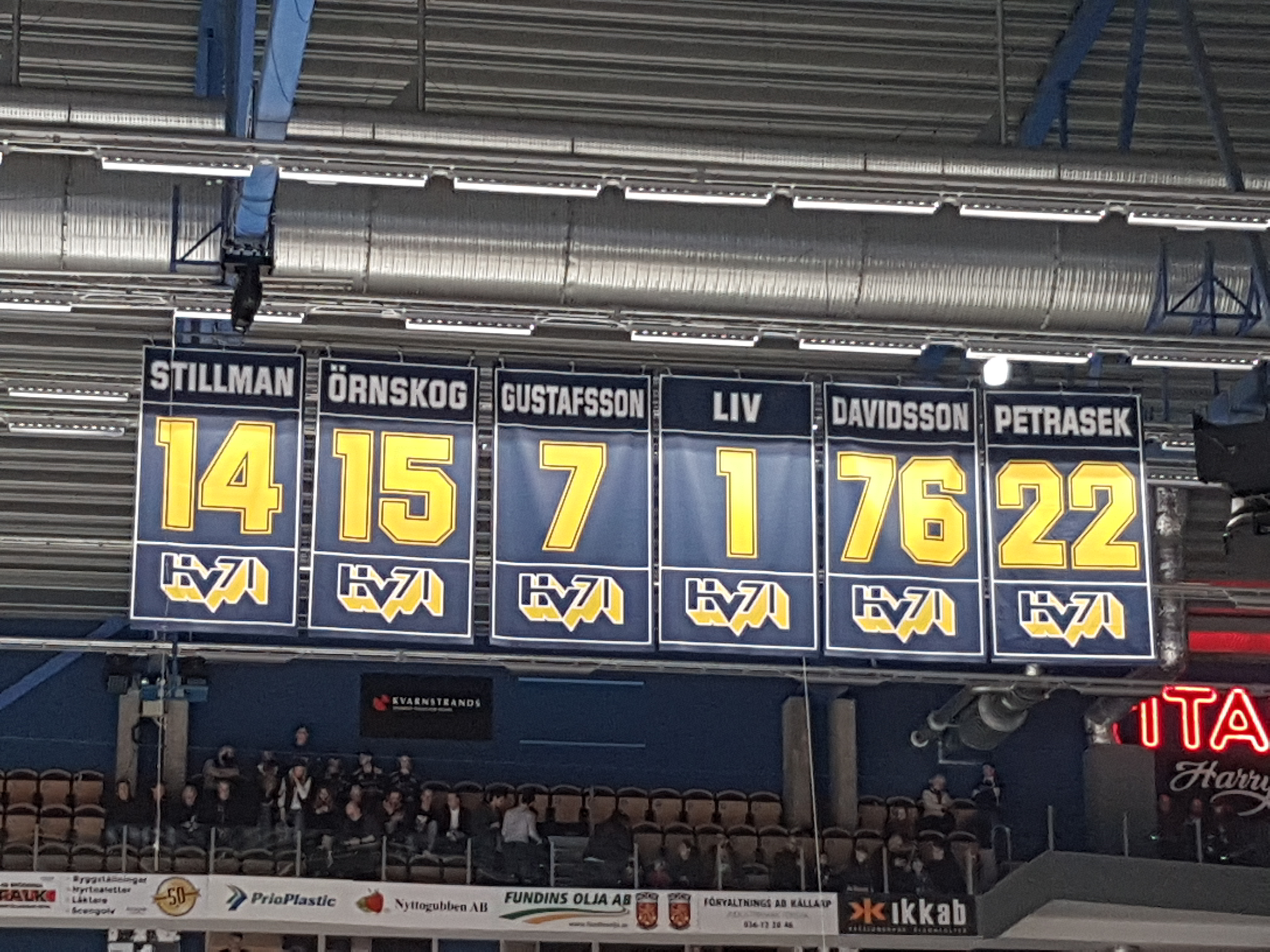
Spelartröjor i taket i Kinnarps Arena. (säsongen 2018–19).

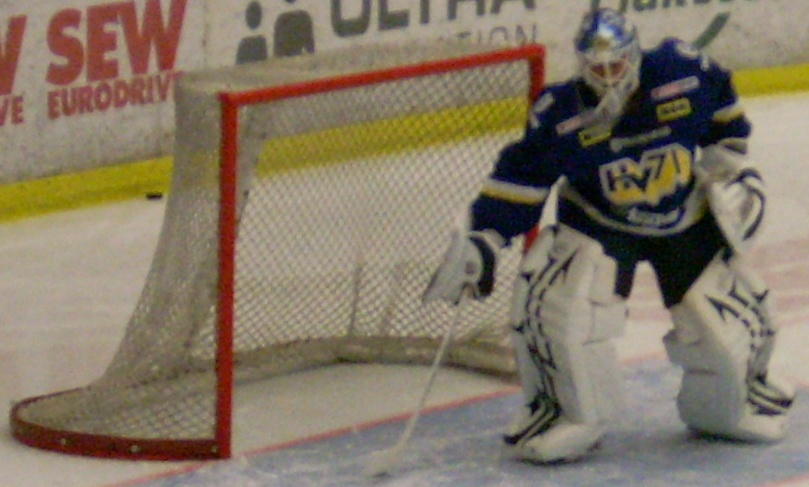
Stefan Liv.

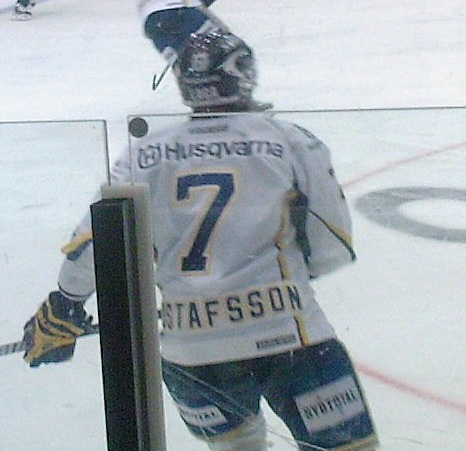
Per Gustafsson.

| Nr | Spelare          | Position | Karriär                         | Pensionerad       |
| -- | ---------------- | -------- | ------------------------------- | ----------------- |
| 1  | Stefan Liv       | Målvakt  | 1999–2006, 2007–2010            | 10 januari 2012   |
| 7  | Per Gustafsson   | Back     | 1988–1996, 1999–2010            | 18 september 2010 |
| 10 | Martin Thörnberg | Forward  | 2003–2011, 2015–2020            | 5 januari 2023    |
| 14 | Fredrik Stillman | Back     | 1982–1995, 1996–2001            | 26 december 2001  |
| 15 | Stefan Örnskog   | Forward  | 1987–1998, 1999–2001            | 26 december 2001  |
| 22 | David Petrasek   | Back     | 1994–2000, 2005–2010, 2012–2015 | 27 januari 2017   |
| 76 | Johan Davidsson  | Forward  | 1993–1997, 2001–2013            | 27 september 2014 |

## Klubbrekord
Se huvudartikel: HV71:s meriter

### Ordinarie säsong
| Rekord           | Antal    | Spelare         | Anm.    |
| ---------------- | -------- | --------------- | ------- |
| Mål/säsong       | 31       | Kai Nurminen    | 1995/96 |
| Assist/säsong    | 46       | Johan Davidsson | 2009/10 |
| Poäng/säsong     | 59       | Esa Keskinen    | 1995/96 |
| Nollor/säsong    | 7        | Gustaf Wesslau  | 2012/13 |
| Utv. min./säsong | 273 (ES) | Lance Ward      | 2006/07 |
| Mål              | 176      | Johan Davidsson |         |
| Assist           | 386 (ES) | Johan Davidsson |         |
| Poäng            | 562      | Johan Davidsson |         |
| Utv. min.        | 685      | David Petrasek  |         |
| Nollor           | 33       | Stefan Liv      |         |
| Matcher          | 776      | Johan Davidsson |         |

Uppdaterad 2013-02-20

### Slutspel
| Rekord           | Antal   | Spelare                       | Anm.            |
| ---------------- | ------- | ----------------------------- | --------------- |
| Mål/säsong       | 10      | Simon Önerud Martin Thörnberg | 2016/17 2008/09 |
| Assist/säsong    | 13      | Johan Åkerman                 | 2007/08         |
| Poäng/säsong     | 21      | Jukka Voutilainen             | 2007/08         |
| Nollor/säsong    | 5       | Stefan Liv                    | 2003/04         |
| Utv. min./säsong | 82      | Jan Hrdina                    | 2006/07         |
| Mål              | 31      | Martin Thörnberg              |                 |
| Assist           | 72      | Johan Davidsson               |                 |
| Poäng            | 102     | Johan Davidsson               |                 |
| Utv. min.        | 198     | David Petrasek                |                 |
| Nollor           | 12 (ES) | Stefan Liv                    |                 |
| Matcher          | 139     | Johan Davidsson               |                 |

Uppdaterad 2012-05-28

### Totalt
| Rekord           | Antal    | Spelare           | Anm.    |
| ---------------- | -------- | ----------------- | ------- |
| Mål/säsong       | 35       | Jukka Voutilainen | 2007/08 |
| Assist/säsong    | 58       | Johan Davidsson   | 2009/10 |
| Poäng/säsong     | 74       | Johan Davidsson   | 2009/10 |
| Nollor/säsong    | 11       | Stefan Liv        | 2003/04 |
| Utv. min./säsong | 320      | Lance Ward        | 2006/07 |
| Mål              | 206      | Johan Davidsson   |         |
| Assist           | 456 (ES) | Johan Davidsson   |         |
| Poäng            | 662 (ES) | Johan Davidsson   |         |
| Utv. min.        | 883      | David Petrasek    |         |
| Nollor           | 45 (ES)² | Stefan Liv        |         |
| Matcher          | 915 (ES) | Johan Davidsson   |         |

² Tidigare rekord erhölls av Jarmo Myllys på 36 stycken nollor
Uppdaterad 2013-02-20

### Övrigt
GAA: 2.13  Stefan Liv (2003/2004)
Hållna nollor under en säsong: 6  Stefan Liv (2003/2004)
Hållna nollor under ett slutspel: 5 (ES)  Stefan Liv (2003/2004)
Flest poäng under en säsong av en back: 53 (ES)  David Petrasek (2009/2010)
Flest poäng under ett slutspel av en back: 16 (ES)  Johan Åkerman (2007/2008)
Flest poäng under en säsong av en rookie: 55 (ES)  Kai Nurminen (1995/1996)

## HV71:s tränare genom åren
Huvudartikel: Lista över tränare i HV71
| År        | Tränare             |
| --------- | ------------------- |
| 1971–1972 | Folke Jörneke       |
| 1972–1978 | Göte Wiklund        |
| 1978–1980 | Dan Hobér           |
| 1980–1983 | Timo Lahtinen       |
| 1983–1984 | Thommie Bergman     |
| 1984–1985 | Bror Hansson        |
| 1985–1989 | Curt Lundmark       |
| 1989–1993 | Lars-Erik Lundström |
| 1993–1994 | Håkan Nygren        |
| 1994–1998 | Sune Bergman        |
| 1998      | Randy Edmonds       |
| 1998–2000 | Lars-Erik Lundström |
| 2000–2003 | Harald Lückner      |
| 2003–2007 | Pär Mårts           |
| 2007–2009 | Kent Johansson      |
| 2009–2011 | Janne Karlsson      |
| 2011–2013 | Ulf Dahlén          |
| 2013–2014 | Torgny Bendelin     |
| 2014–2015 | Andreas Johansson   |
| 2015–2018 | Johan Lindbom       |
| 2018–2020 | Stephan Lundh       |
| 2020–2021 | Nicklas Rahm        |
| 2021      | Stephan Lundh       |
| 2021–2023 | Tommy Samuelsson    |
| 2023      | Johan Lindbom       |
| 2023      | Tomas Montén        |
| 2023–2024 | Johan Lindbom       |
| 2024–     | Anton Blomqvist     |

### Lagkaptener
| År        | Lagkapten           | Vikariende lagkapten                                                   |
| --------- | ------------------- | ---------------------------------------------------------------------- |
| 1971–1972 | Ingen lagkapten     |                                                                        |
| 1972–1978 | Anders Wallin       |                                                                        |
| 1978–1980 | Bo "Bulla" Berggren |                                                                        |
| 1980–1984 | Hasse Wallin        |                                                                        |
| 1984–1986 | Thomas Lindster     |                                                                        |
| 1986–1988 | Hasse Wallin        |                                                                        |
| 1988–1989 | Hasse Sjöö          |                                                                        |
| 1989–1991 | Klas Heed           |                                                                        |
| 1991–1992 | Fredrik Stillman    |                                                                        |
| 1992–1993 | Thomas Ljungbergh   |                                                                        |
| 1993–1995 | Fredrik Stillman    |                                                                        |
| 1996–1997 | Stefan Örnskog      |                                                                        |
| 1997–1999 | Fredrik Stillman    |                                                                        |
| 1999–2002 | Per Gustafsson      |                                                                        |
| 2002–2013 | Johan Davidsson     | Pasi Puistola (15 matcher 2011)                                        |
| 2013–2014 | David Petrasek      | Oscar Fantenberg (10 matcher 2014) Andreas Jämtin (1 match 2014)       |
| 2014–2016 | Ted Brithén         | Jere Karalahti (11 matcher 2014/2015) Chris Campoli (1 match 2015)     |
| 2016–2017 | Chris Abbott        | Martin Thörnberg (2 matcher 2016)                                      |
| 2017–2019 | Martin Thörnberg    |                                                                        |
| 2019–2022 | Simon Önerud        |                                                                        |
| 2022–2023 | Taylor Matson       |                                                                        |
| 2023      | Niklas Hjalmarsson  | Taylor Matson (17 matcher 2023)                                        |
| 2023–2024 | André Petersson     | Anton Strålman (19 matcher 2023/2024) Joonas Nättinen (4 matcher 2024) |
| 2024–     | Olle Alsing         |                                                                        |

## HV71:s logo genom åren
Från 1971 hade föreningen en logo med tecknen "HV71" i blått med gul skugga. Inför säsongen 1994/1995 bytte man till en blå tjur med gul och röd skugga, och den gamla logon placerades under tjuren. 1997 bestod logon istället av bokstäverna Blue Bulls i blått, omringade av två tjurhorn och en nosring i vitt och gult, och med den ursprungliga logon placerad mellan tjurhornen. Sedan säsongen 2002/2003 används endast logon från 1971, och flera tröjor används.

## Nuvarande trupp
| Målvakter | Målvakter | Målvakter       | Målvakter | Målvakter | Målvakter | Målvakter        | Målvakter  | Målvakter | Målvakter |
| Nr        | Nat       | Spelare         | Längd     | Vikt      | L/R       | Född             | Födelseort | Kontrakt  |           |
| --------- | --------- | --------------- | --------- | --------- | --------- | ---------------- | ---------- | --------- | --------- |
| 30        | Finland   | Lassi Lehtinen  | 183       | 80        | L         | 25 februari 1999 | Lahtis     | 2026/2027 |           |
| 60        | Sverige   | Hugo Alnefelt   | 191       | 91        | L         | 4 juni 2001      | Danderyd   | 2026/2027 |           |
| 80        | Danmark   | Frederik Dichow | 195       | 87        | R         | 1 mars 2001      | Vojens     | 2025/2026 |           |

| Backar | Backar  | Backar           | Backar | Backar | Backar | Backar            | Backar     | Backar    | Backar |
| Nr     | Nat     | Spelare          | Längd  | Vikt   | L/R    | Född              | Födelseort | Kontrakt  |        |
| ------ | ------- | ---------------- | ------ | ------ | ------ | ----------------- | ---------- | --------- | ------ |
| 8      | Sverige | Lucas Lagerberg  | 187    | 86     | L      | 3 maj 2004        | Mora       | 2026/2027 |        |
| 38     | Sverige | Olle Alsing (C)  | 182    | 82     | L      | 1 maj 1996        | Uppsala    | 2027/2028 |        |
| 44     | Sverige | Hugo Fransson    | 183    | 80     | L      | 3 augusti 2004    | Tranås     | 2026/2027 |        |
| 55     | Sverige | Andreas Borgman  | 183    | 91     | L      | 18 juni 1995      | Stockholm  | 2027/2028 |        |
| 67     | Finland | Oliwer Kaski     | 190    | 89     | R      | 4 september 1995  | Björneborg | 2024/2025 |        |
| 74     | Kanada  | Sean Day         | 191    | 99     | L      | 9 januari 1998    | Leuven     | 2025/2026 |        |
| 78     | Sverige | Viggo Gustafsson | 188    | 88     | L      | 11 september 2006 | Väckelsång | 2025/2026 |        |

| Forwards | Forwards | Forwards                | Forwards | Forwards | Forwards | Forwards          | Forwards    | Forwards  | Forwards |
| Nr       | Nat      | Spelare                 | Längd    | Vikt     | L/R      | Född              | Födelseort  | Kontrakt  |          |
| -------- | -------- | ----------------------- | -------- | -------- | -------- | ----------------- | ----------- | --------- | -------- |
| 9        | Sverige  | Hugo Pettersson         | 183      | 87       | R        | 1 maj 2005        | Tranås      | 2025/2026 |          |
| 16       | Sverige  | Linus Lindström         | 182      | 75       | L        | 8 januari 1998    | Skellefteå  | 2027/2028 |          |
| 17       | Sverige  | Isac Brännström         | 178      | 80       | L        | 21 april 1998     | Stockholm   | 2025/2026 |          |
| 20       | Sverige  | André Petersson         | 177      | 79       | R        | 11 september 1990 | Olofström   | 2024/2025 |          |
| 21       | Sverige  | Mattias Tedenby         | 177      | 76       | L        | 21 februari 1990  | Vetlanda    | 2025/2026 |          |
| 26       | Finland  | Tommi Tikka             | 190      | 90       | L        | 28 augusti 1995   | Helsingfors | 2025/2026 |          |
| 27       | Kanada   | Jonathan Ang            | 181      | 75       | R        | 31 januari 1998   | Markham, ON | 2027/2028 |          |
| 36       | Norge    | Martin Johnsen          | 180      | 82       | L        | 7 mars 2004       | Hamar       | 2026/2027 |          |
| 39       | Schweiz  | Jamiro Reber            | 178      | 80       | L        | 4 september 2006  | Münsingen   | 2025/2026 |          |
| 40       | Sverige  | Oskar Stål Lyrenäs      | 186      | 84       | R        | 23 mars 1998      | Umeå        | 2025/2026 |          |
| 41       | Kanada   | Riley Woods             | 178      | 82       | L        | 25 juni 1998      | Regina, SK  | 2026/2027 |          |
| 46       | Finland  | Joona Luoto (A)         | 190      | 91       | L        | 26 september 1997 | Tammerfors  | 2025/2026 |          |
| 71       | Sverige  | William Ignberg Nilsson | 188      | 90       | R        | 18 maj 2001       | Stockholm   | 2025/2026 |          |
| 88       | Sverige  | Herman Träff            | 191      | 98       | R        | 31 december 2005  | Växjö       | 2025/2026 |          |

| Ledare  | Ledare           | Ledare                       | Ledare          | Ledare         | Ledare | Ledare |
| Nat     | Namn             | Roll                         | Född            | Födelseort     | Värvad |        |
| ------- | ---------------- | ---------------------------- | --------------- | -------------- | ------ | ------ |
| Sverige | Anton Blomqvist  | Huvudtränare                 | 7 mars 1990     | Osby           | 2024   |        |
| Kanada  | Kris Beech       | Assisterande tränare         | 5 februari 1981 | Salmon Arm, BC | 2025   |        |
| Sverige | Joel Gistedt     | Målvaktstränare              | 7 december 1987 | Uddevalla      | 2023   |        |
| Sverige | Björn Liljander  | General Manager              | 28 maj 1982     | Uddevalla      | 2024   |        |
| Sverige | Fredrik Stillman | Assisterande General Manager | 22 augusti 1966 | Jönköping      | 2025   |        |

### Klubbrekord Topp 10
Detta är tio-i-topp poäng i klubbens historia.
Noteringar: Pos = Position; GP = Spelade matcher; G = Mål; A = Assist; Pts = Poäng; P/G = Poäng per match; * = Spelar ännu i HV71
| Player            | Pos  | GP  | G   | A   | Pts | P/G |
| Johan Davidsson   | C    | 864 | 201 | 445 | 646 | .75 |
| Per Gustafsson    | D    | 854 | 141 | 251 | 392 | .46 |
| Fredrik Stillman  | D    | 598 | 96  | 209 | 305 | .51 |
| Stefan Örnskog    | C    | 479 | 115 | 164 | 279 | .58 |
| Jukka Voutilainen | C/RW | 352 | 120 | 157 | 277 | .79 |
| Martin Thörnberg  | LW   | 496 | 156 | 112 | 268 | .54 |
| Owe Thörnberg     | LW   | 393 | 135 | 106 | 241 | .61 |
| Peter Ekelund     | C    | 663 | 120 | 118 | 238 | .36 |
| David Petrasek*   | D    | 619 | 73  | 163 | 236 | .38 |
| Björn Melin*      | RW   | 498 | 91  | 135 | 226 | .45 |
|                   |      |     |     |     |     |     |
|                   |      |     |     |     |     |     |

Uppdaterad 28 maj 2012

## HV71:s guldlag

### 1995
Lagledning
- Huvudtränare: Sune Bergman
- Assisterande tränare: Bengt Halvardsson

### 2004
Lagledning
- Huvudtränare: Pär Mårts
- Assisterande tränare: Fredrik Stillman

### 2008
Lagledning
- Huvudtränare: Kent Johansson
- Assisterande tränare: Thomas Ljungbergh

### 2010
Lagledning
- Huvudtränare: Jan Karlsson
- Assisterande tränare: Thomas Ljungbergh, Fredrik Olausson

### 2017
Lagledning
- Huvudtränare: Johan Lindbom
- Assisterande tränare: Stephan Lundh, Nicklas Rahm

## Damverksamhet

### Ishockey
HV71 Dam är HV71:s damsektion. Sektionen har sina rötter i Jönköpings IF Queens, som bildades 2002 och enbart hade ett damishockeylag.

### Fotboll
HV71 har även bedrivit damfotboll.
Initiativet till att starta en damklubb i föreningen togs 1972 av Ingalill Pettersson och Ylva Svensson, och åren 1973–1987 deltog klubben i Smålandsfotbollens seriesystem, och spelade fyra säsonger i Division 3, den första 1978. Därefter fortsatte man med ett lag i korpen några år in på 1990-talet. Dessutom medverkade man vid Jönköpings marknad och vann Drakbåtstävlingen två gånger. Damklubben sålde även programblad, lotter, dynor och kaffe under ishockeymatcherna, samt arrangerade Länsförsäkringar Cup under 1980-talet. Ursprungligen spelade man på Sotarvallen, 1975 och 1976 på Ekhagsvallen och därefter på Rosenlundsplanerna.
Bland de drivande krafterna fanns Annelie Lindberg och Siv Karlsson, från Smålandsfotbollen, som arbetade för bildandet av en riktig damfotbollsklubb i Södra Vätterbygden, vilket IFK Jönköping gjorde 1989.

## Klubbledare
Ordförande
- 1971–2001 Owe Jungåker
- 2001–2003 Per Carendi
- 2003–2005 Lennart Nilforsen
- 2005–2015 Hans-Göran Frick
- 2015–2021 Sten-Åke Karlsson
- 2021–2023 Anders Wilander
- 2023–2024 Andreas Davidsson
- 2024– Anna-Lena Isaksson

Sportchefer
- Denny Eriksson
- Dag Larsson
- Fredrik Stillman
- Johan Hult
- Kent Norberg
- Chris Abbott
- Björn Liljander

### Fotnoter
1. ↑  ”Husqvarna Garden”. www.jonkoping.se. http://www.jonkoping.se/fritidkulturnatur/hyraanlaggningararrangeraevenemang/hittaanlaggningarochlokaler/ishallarochisbanor/husqvarnagarden.4.2b883c071776204f49763d.html. Läst 3 april 2025.
2. ↑  Daniel Grefve (4 maj 2022). ”HV71 tillbaka i SHL” (på svenska). SVT Sport. https://www.svt.se/sport/ishockey/hv71-bjorkloven-final6. Läst 5 maj 2022.
3. 1 2 3 4 5  ”HVTV: Historien om HV71 - del 1” Arkiverad 14 januari 2012 hämtat från the Wayback Machine.. HVTV/HV71.se. Läst 15 december 2011.
4. ↑  ”HV 71”. Arkiverad från originalet den 5 februari 2012. https://web.archive.org/web/20120205035455/http://www.hv71.se/Dump/Historia/Forsta-stapplande-skaren/. Läst 31 augusti 2011.
5. ↑  ”Triumfen”. HV71.se. Arkiverad från originalet den 5 februari 2012. https://web.archive.org/web/20120205045456/http://www.hv71.se/Dump/Historia/Triumfen/. Läst 1 september 2011.
6. ↑  ”HV71 möter Bern i CHL”. HV71.se. HV71. 13 september 2008. Arkiverad från originalet den 17 september 2008. https://web.archive.org/web/20080917224228/http://hv71.se/Nyheter/HV71-moter-Bern-i-CHL/. Läst 15 september 2008.
7. ↑  ”Top KHL squad killed in passenger plane crash in Russia”. Rt.com. 7 september 2011. https://rt.com/news/passenger-plane-russia-reports-005/. Läst 8 september 2011.
8. ↑  ”Fin minnesstund för Liv” (på Swedish). Hockeykanalen. 10 september 2011. http://www.hockeykanalen.se/1.2274018/2011/09/10/fin_minnesstund_for_liv. Läst 10 september 2011.
9. ↑  Tobias Josefsson (9 september 2011). ”Elitserien hedrar de omkomna i flygkatastrofen” (på Swedish). Hockeyligan. http://hockeyligan.se/artikel/2113/. Läst 9 september 2011.
10. ↑  ”HV 71:s sämsta start på 2000-talet”. Aftonbladet.se. 20 september 2011. http://www.aftonbladet.se/sportbladet/hockey/sverige/elitserien/hv71/article13655809.ab. Läst 25 oktober 2011.
11. ↑  ”"Märkligaste jag sett"”. Aftonbladet.se. 5 oktober 2011. http://www.aftonbladet.se/sportbladet/hockey/sverige/elitserien/hv71/article13727943.ab. Läst 25 oktober 2011.
12. ↑  ”Osannolik vändning gav HV71 segern”. HV71.se. 4 oktober 2011. Arkiverad från originalet den 7 november 2011. https://web.archive.org/web/20111107014236/http://www.hv71.se/Matchrecensioner/Sasong-10111/111004-AIK-HV71/. Läst 25 oktober 2011.
13. ↑  ”"Det känns som julafton"”. Aftonbladet.se. 22 oktober 2011. http://www.aftonbladet.se/sportbladet/hockey/sverige/elitserien/hv71/article13823694.ab. Läst 25 oktober 2011.
14. ↑  ”HV71 satte nytt publikrekord i Jönköping”. HV71.se. 10 december 2011. Arkiverad från originalet den 24 maj 2012. https://archive.is/20120524183949/http://hv71.se/Nyheter/HV71-satte-nytt-publikrekord-i-Jonkoping/. Läst 13 december 2011.
15. ↑  ”Linköping vann målsnål utomhusfest”. Aftonbladet.se. 10 december 2011. http://www.aftonbladet.se/senastenytt/ttsport/sport/article14061273.ab. Läst 13 december 2011.
16. ↑  ”"Fantastisk stämning när vi kommer ut"”. HV71.se. 10 december 2011. Arkiverad från originalet den 14 januari 2012. https://web.archive.org/web/20120114023057/http://www.hv71.se/Nyheter/Fantastisk-stamning-nar-vi-kommer-ut/. Läst 13 december 2011.
17. ↑  Gradin, Isabell & Wahlman, Magnus (29 april 2017). "Önerud sköt SM-guldet till HV71". Sveriges Radio. Läst 29 april 2017.
18. ↑  Patrik Thornéus (26 januari 2008). ”Hvilket drag” (på svenska). Sportbladet. http://www.aftonbladet.se/sportbladet/hockey/sverige/shl/article11894363.ab. Läst 18 april 2011.
19. ↑  Carl Ljungquist (18 november 2014). ”HV71 möter ärkerivalen Patrik Carlsson ser fram emot matchen mot Färjestad”. Jönköpingsposten:  s. 8.
20. ↑  Olle Assarsson (2 juli 2011). ”Anette tror på svenska fotbollstjejerna i VM”. J-nytt. Arkiverad från originalet den 16 oktober 2013. https://web.archive.org/web/20131016054929/http://www.jnytt.se/anette-tror-pa-svenska-fotbollstjejerna-i-vm. Läst 13 oktober 2013.
21. ↑  Poäng och pokaler, Magnus Widell 2012- HV 71 - som fotbollslag (sidan 164–165)